# Fontaine-lès-Croisilles
Fontaine-lès-Croisilles település Franciaországban, Pas-de-Calais megyében. Lakosainak száma 259 fő (2022. január 1.). Fontaine-lès-Croisilles Chérisy, Bullecourt, Croisilles, Hendecourt-lès-Cagnicourt és Héninel községekkel határos.

## Népesség
A település népességének változása:
| Lakosok száma | 281  | 284  | 288  | 278  | 272  | 265  | 262  | 260  | 259  |
|               | 2013 | 2015 | 2016 | 2017 | 2018 | 2019 | 2020 | 2021 | 2022 |